# Gare de L'Arbresle
La gare de L'Arbresle est une gare ferroviaire française, située à la jonction de la ligne du Coteau à Saint-Germain-au-Mont-d'Or et de la ligne de Lyon-Saint-Paul à Montbrison. Une particularité de cette jonction est que les deux lignes sont en contact seulement en gare de L'Arbresle, sans se croiser, la ligne de Roanne étant de part et d'autre de la gare au nord de la ligne de Montbrison.

## Situation ferroviaire
Établie à 360 m d'altitude, la gare est installée au sud de la ville de L'Arbresle, au départ de la route d'Éveux, et constitue le point kilométrique (PK) 479,129 de la ligne du Coteau à Saint-Germain-au-Mont-d'Or ainsi que le PK 22,699 de la ligne de Lyon-Saint-Paul à Montbrison. Les deux voies de la ligne de Roanne sont situées côté nord, devant le bâtiment voyageurs ; la ligne de Montbrison, dédoublée en gare, est à l'opposé.

## Histoire
En 1866, la Compagnie des chemins de fer de Paris à Lyon et à la Méditerranée (PLM) met en service la branche de Roanne à Saint-Germain-au-Mont-d'Or concédée en 1855 à la défunte Compagnie du chemin de fer Grand-Central de France. La ligne est parcourable sur toute sa longueur le 19 octobre 1868 après le percement du tunnel des Sauvages entre Amplepuis et Tarare.
La ligne de Lyon-Saint-Paul à Montbrison est concédée en 1868 et ouverte en deux étapes. 10 novembre 1873, un court embranchement ferroviaire est ouvert entre la gare de l'Arbresle et celle de Sain-Bel. Le 17 janvier 1876, les sections de Montbrison à Sain-Bel par Montrond-les-Bains et de l'Arbresle à Lyon-Saint-Paul sont mises en service à leur tour.
La section de L'Arbresle à Montbrison perd ses trains de voyageurs en 1955 mais la région Rhône-Alpes obtient la réouverture de la section vers Sain-Bel en 1991. Le 24 septembre 2012 a lieu la mise en service officiel de la ligne du tram-train de l'Ouest lyonnais. Pour la maintenance des rames, un technicentre doté d'une dizaine de voies a été implanté sur l'ancienne gare des marchandises à la sortie de la gare en direction de Sain-Bel.

## Fréquentation
Selon les estimations de la SNCF, la fréquentation annuelle de la gare s'élève aux nombres indiqués dans le tableau ci-dessous.
| Année                      | 2015    | 2016    | 2017    | 2018    | 2019    | 2020    | 2021    | 2022    | 2023    |
| -------------------------- | ------- | ------- | ------- | ------- | ------- | ------- | ------- | ------- | ------- |
| Voyageurs                  | 735 649 | 729 369 | 780 602 | 729 455 | 760 308 | 490 113 | 572 388 | 722 759 | 732 605 |
| Voyageurs et non voyageurs | 919 562 | 911 712 | 975 753 | 911 819 | 950 385 | 612 641 | 715 485 | 903 449 | 915 757 |

## Desserte
La gare de L'Arbresle est desservie par les liaisons TER Lyon-Perrache - Roanne et Lyon-Saint-Paul - Sain-Bel, certains trains de cette dernière relation terminant à L'Arbresle. Sur chacune de ces relations, les dessertes sont cadencées : sur la base d'un train par heure pour la première, soit 16 allers-retours de et vers la Part-Dieu ou Perrache en semaine (8 le dimanche), et de 20 ou 40 minutes pour la seconde, soit 35 allers-retours de et vers Saint-Paul en semaine (8 le dimanche), plus quelques dessertes assurées par autocar.

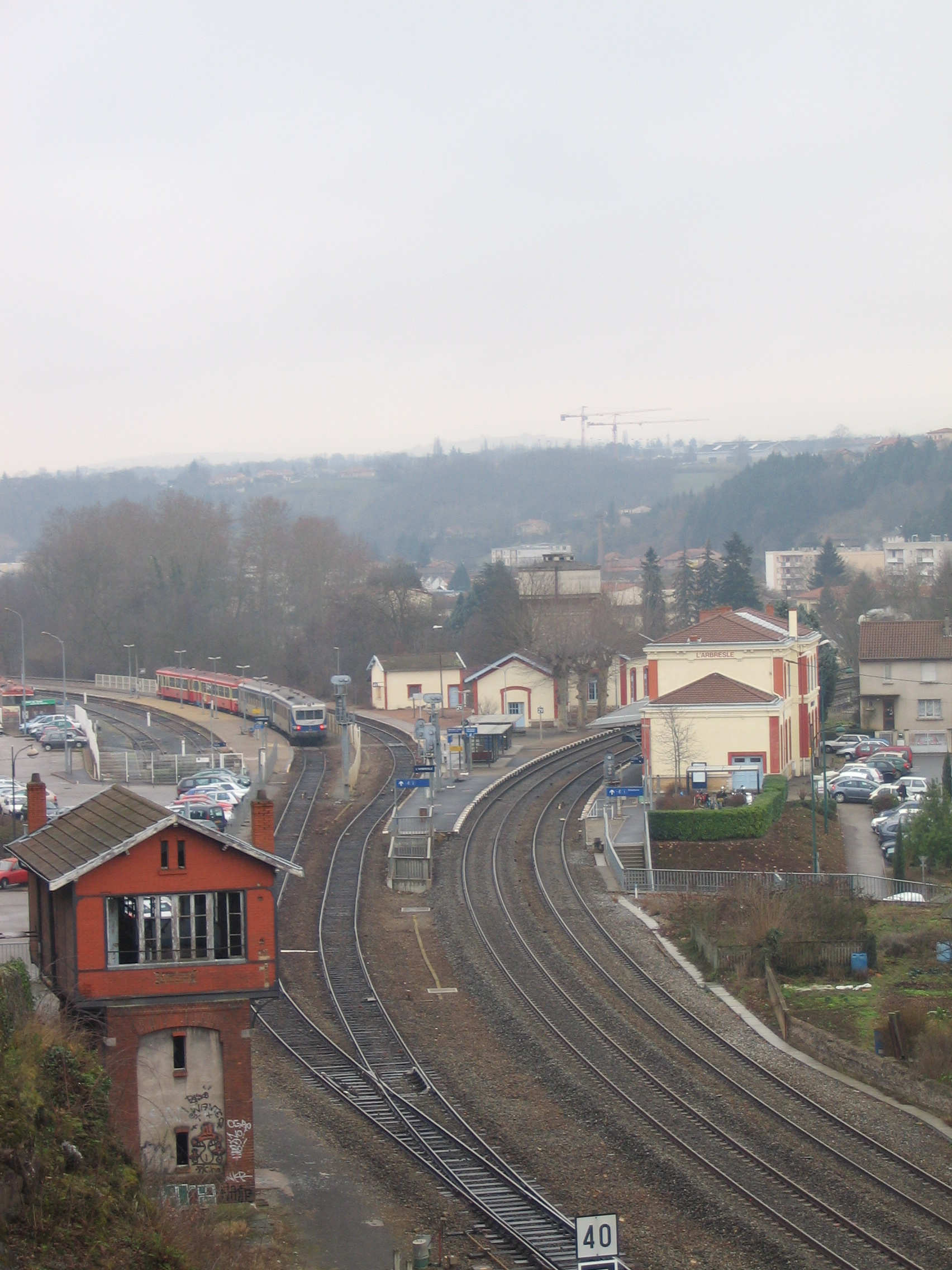
Vue de la gare en 2011.
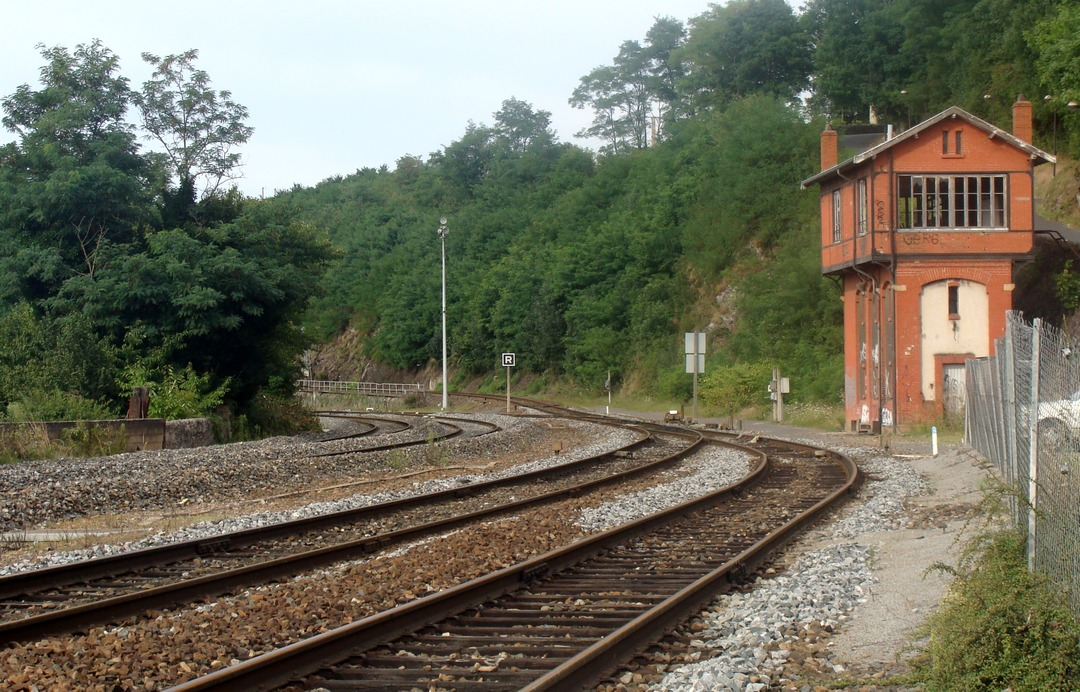
Les voies en sortie de gare de L'Arbresle : de et vers Lyon via Saint-Germain-au-Mont-d'Or à gauche, de et vers Lyon via Tassin à droite.
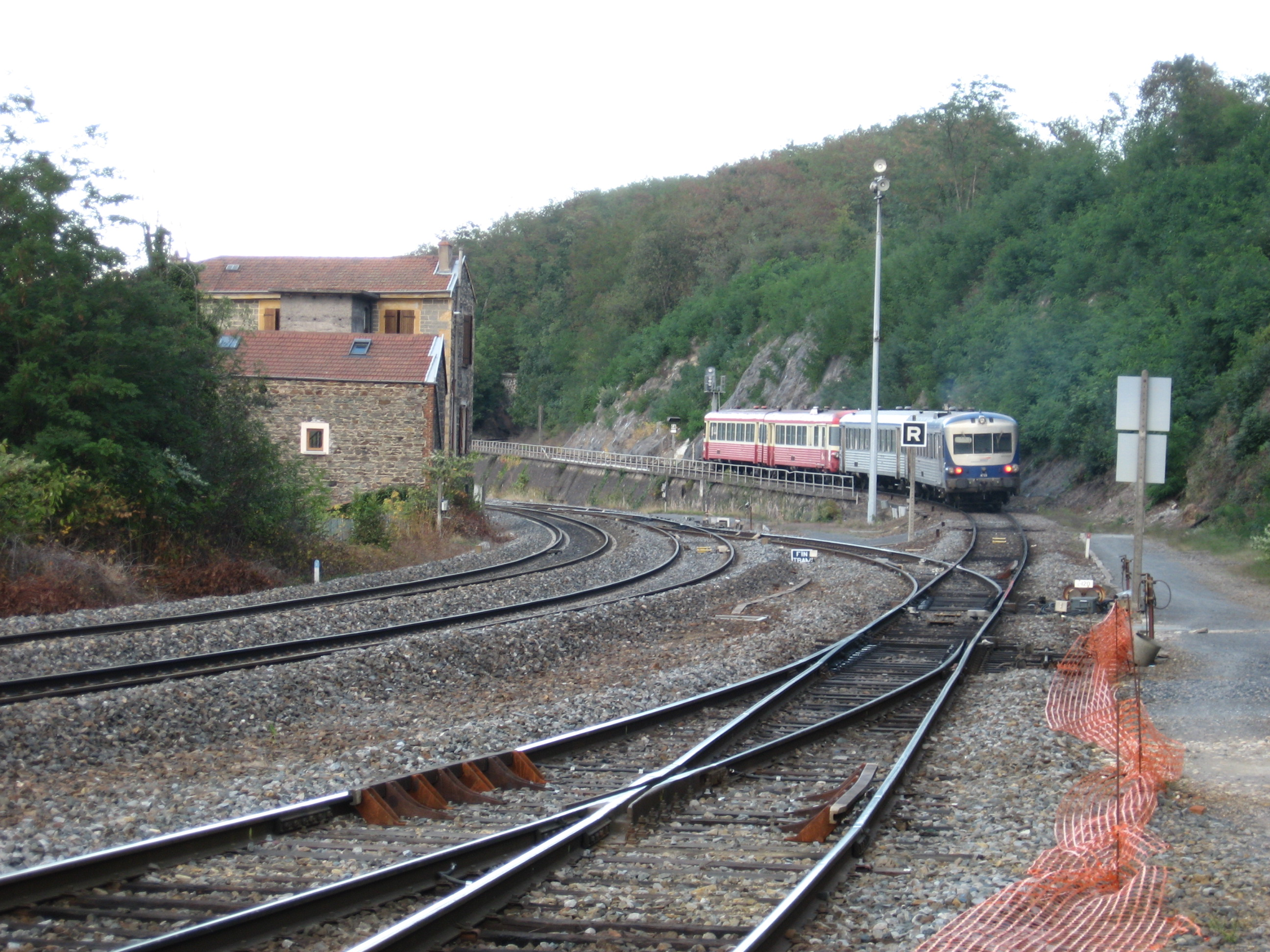
Train en direction de Lyon, à droite.
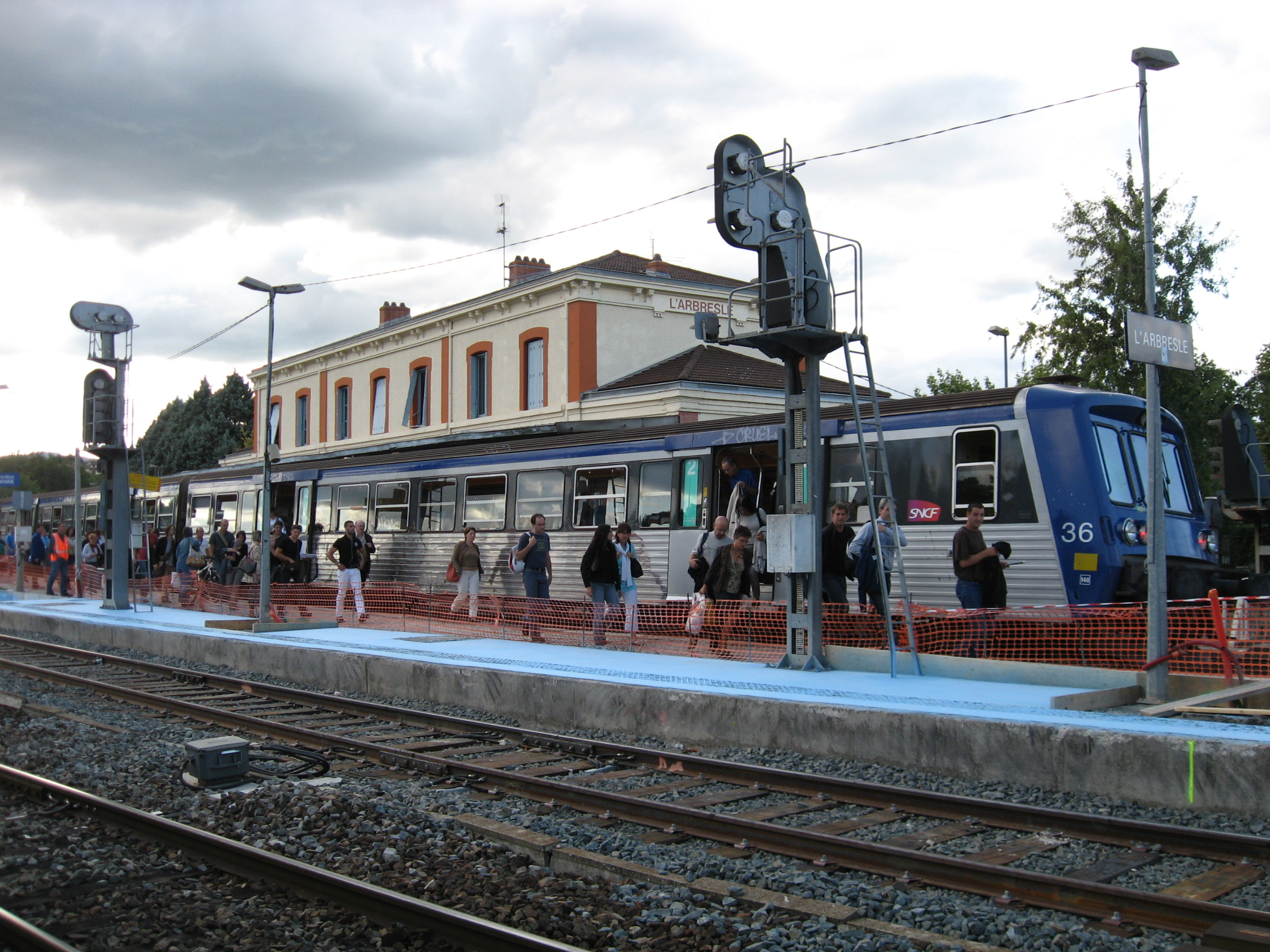
En gare de L'Arbresle, les voies vers et de Sain-Bel au premier plan, de et vers Roanne au fond.

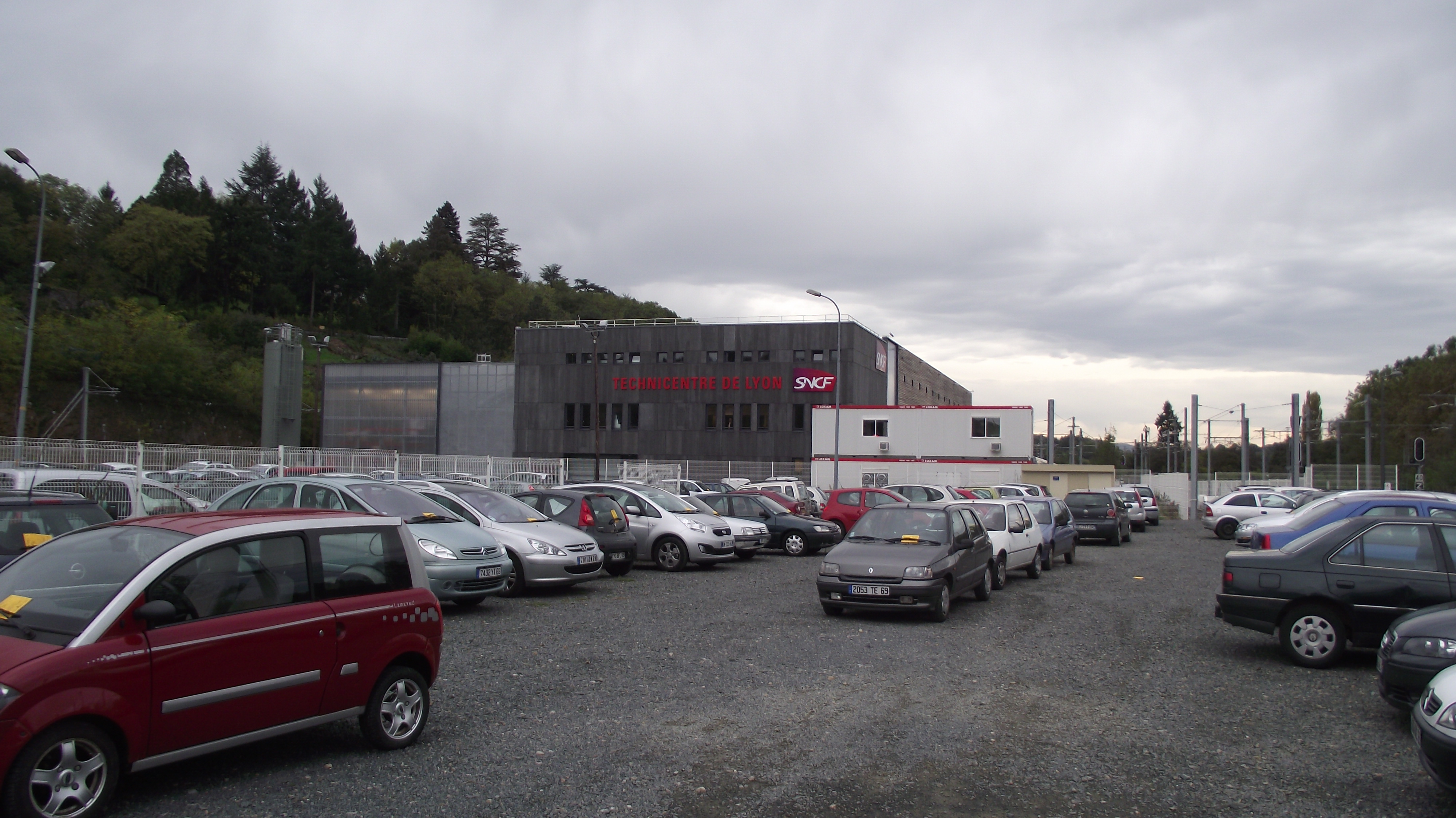
Nouveau centre de maintenance pour les trams-trains.
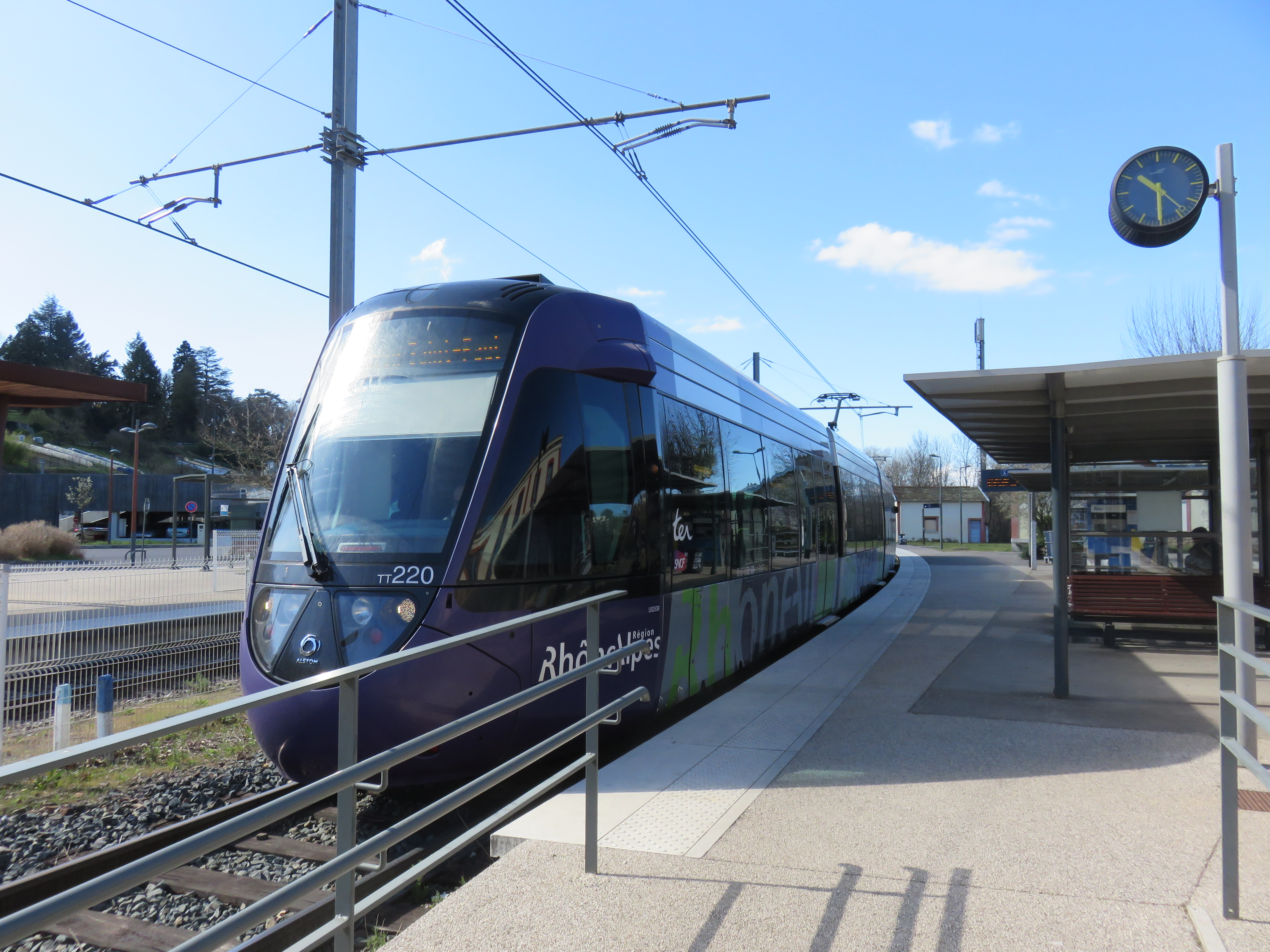
Quai du tram-train.
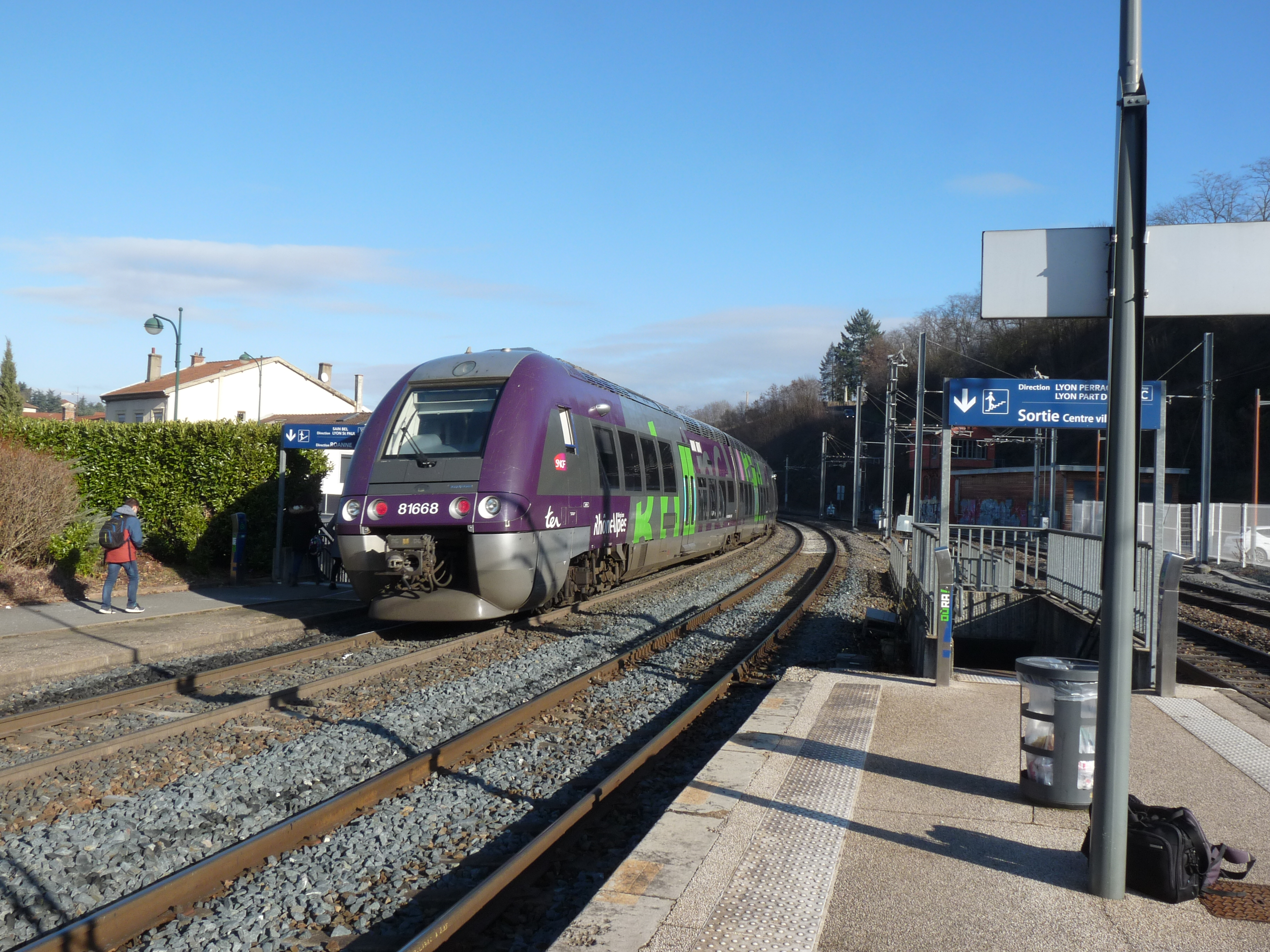
Train TER.

## Intermodalité
Il existe une correspondance avec le réseau interurbain Les cars du Rhône, qui dessert la gare avec les lignes 116, 143, 218, 241 et 285. Trois autres lignes de transport à la demande desservent également la gare.
L'arrêt se situe de l'autre côté du pont par rapport au bâtiment de la gare.

## Au cinéma
La gare de L'Arbresle a été le lieu principal de tournage du film La voie est libre, de Stéphane Clavier.